# 康沃爾 (愛達荷州)
康沃爾（英語：Cornwall）是位於美國愛達荷州拉塔縣的一個非建制地區。

## 地理
康沃爾的座標為46°42′32″N 116°51′57″W / 46.70889°N 116.86583°W，而該地的平均海拔高度為791米（即2595英尺）。